# James Cohen
Horace James Cohen (* 6. Mai 1906 im London Borough of Southwark; † 14. März 1958 in Westminster) war ein britischer Leichtathlet.
Beim Weitsprung der Olympischen Spiele 1928 in Amsterdam schied er in der Qualifikation aus. 1930 wurde er bei den British Empire Games in Hamilton Sechster im Weitsprung und gewann mit der englischen 4-mal-110-Yards-Stafette Silber. 1929 wurde er Englischer Meister im Weitsprung.

## Persönliche Bestleistungen
- 100 Yards: 9,9 s, 1929
- Weitsprung: 7,08 m, 1929